# Celedonio y yo somos así
Celedonio y yo somos así es una película española de comedia estrenada el 13 de julio de 1977, escrita y dirigida por Mariano Ozores y protagonizada en los papeles principales por Alfredo Landa, Emma Cohen, Antonio Ozores y Josele Román.

## Sinopsis
Daniel es un hombre de pueblo bueno e ingenuo, propietario de un toro semental llamado Celedonio al que alquila para poder vivir. Para ayudar a un amigo que vive en Ginebra decide ir a Madrid para casarse por poderes con Araceli, en representación de su amigo. Lo que no sabe es que la novia es en realidad una prostituta que desea cambiar de vida.

## Reparto
- Alfredo Landa como Daniel Martínez.
- Emma Cohen como Araceli Palomeque.
- Antonio Ozores como Sr. Contreras
- Josele Román como Cristina.
- Ricardo Tundidor como Antonio González García.
- Florinda Chico como Vicenta.
- Emilio Laguna como Revisor del tren.
- Álvaro de Luna como Hermano de Cristina.
- Pilar Gómez Ferrer como Doña Rosario.
- Luis Barbero como Alcalde.
- Erasmo Pascual como Jefe de estación.
- Goyo Lebrero como Pueblerino.
- Damián Velasco
- Rogelio Madrid
- Ramón Reparaz
- Baringo Jordán
- José Luis Heredia